# O psie, który jeździł koleją

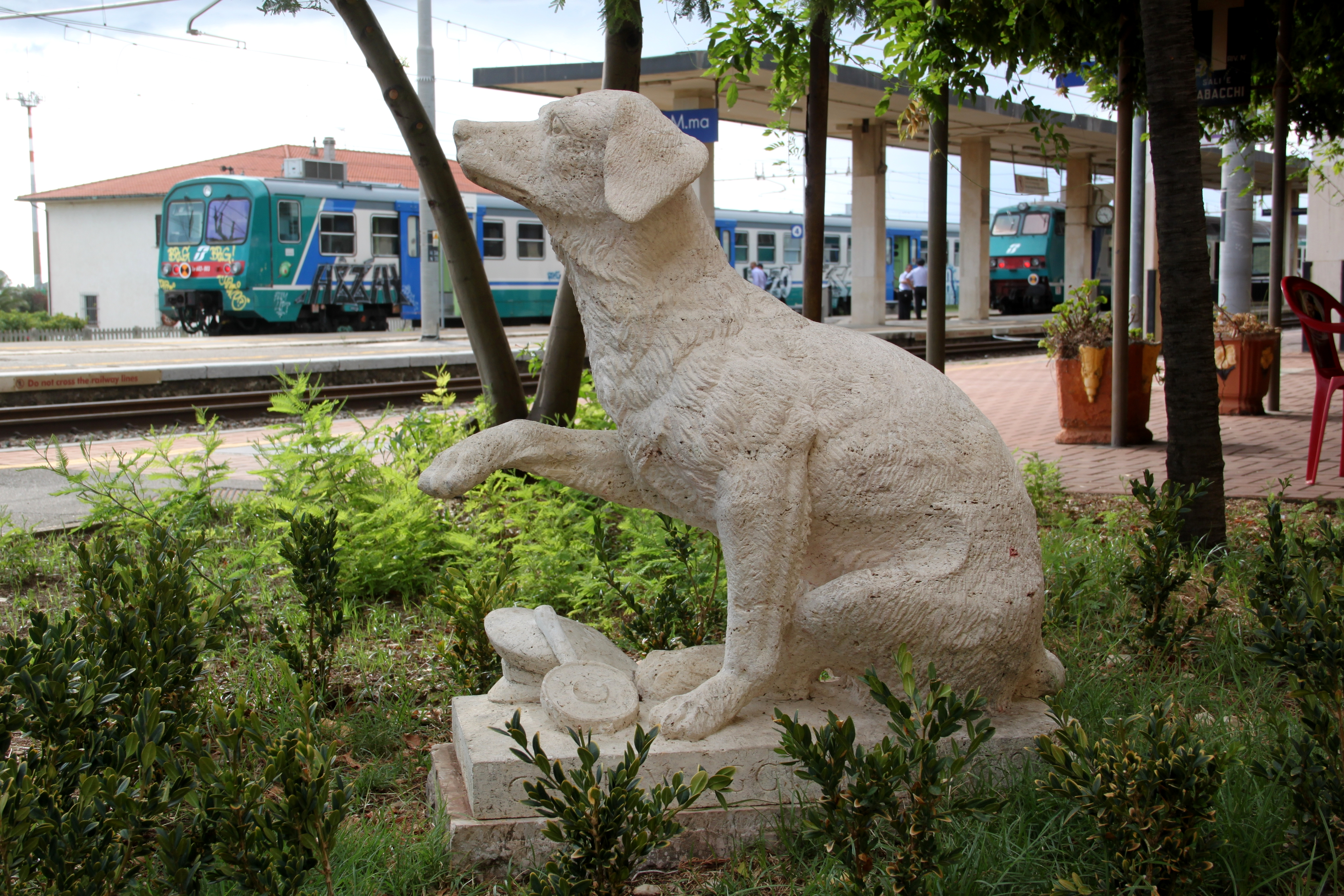
Pomnik psa Lampo na stacji Campiglia Marittima

O psie, który jeździł koleją – opowiadanie dla dzieci autorstwa Romana Pisarskiego traktujące o losach psa o imieniu Lampo.

## Opis fabuły
Akcja utworu dzieje się we Włoszech. Pewien zawiadowca znajduje na stacji kolejowej kundelka, przygarnia go i nazywa Lampo (wł. Błyskawica). Zawiadowca, mający troje dzieci (Gina, Roberto i Adele) mieszka w mieście Piombino, a pracuje w miasteczku Marittima. Lampo cały dzień spędza na stacji, a wieczorem wraca z zawiadowcą do jego rodzinnego domu na kolację.

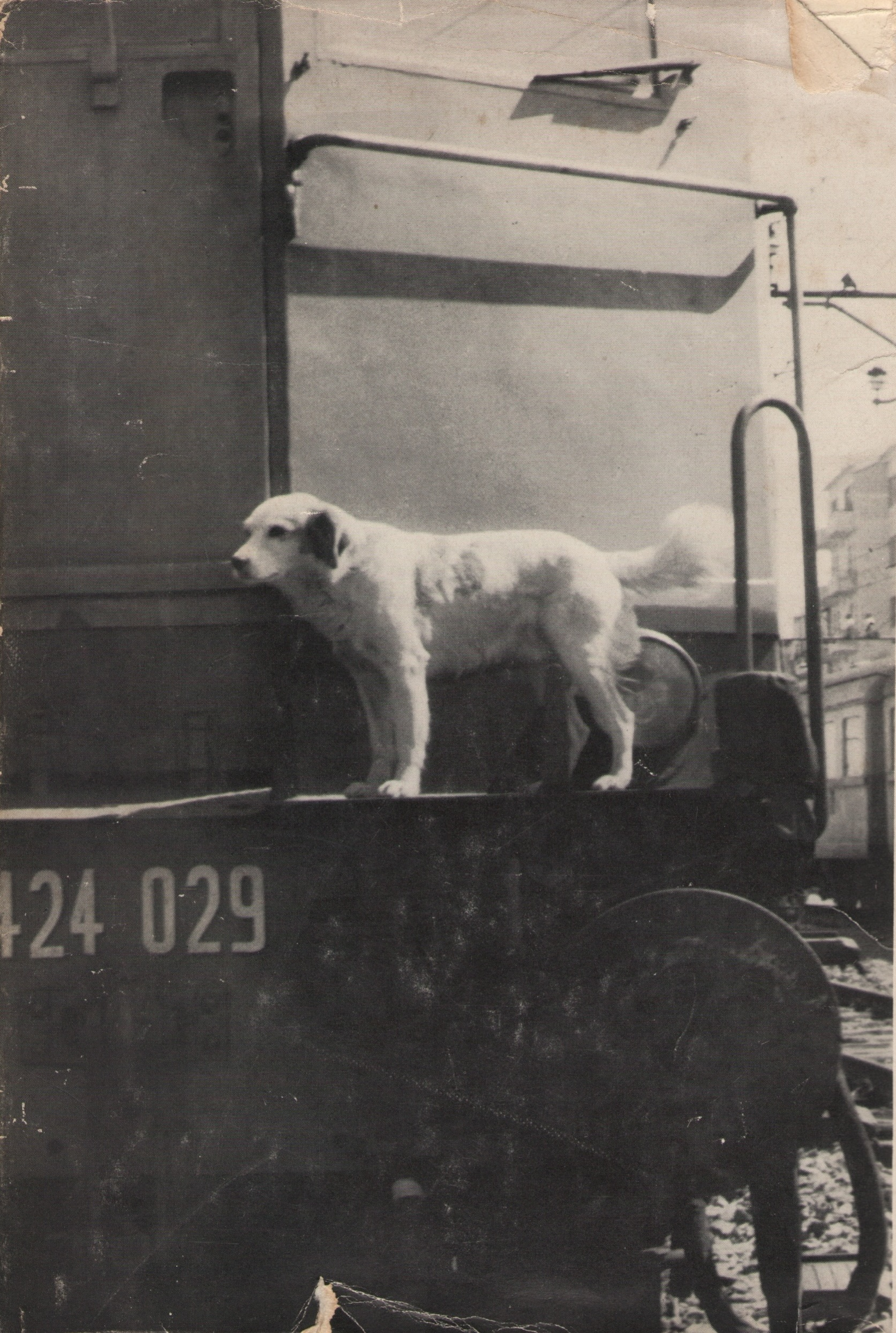
Pies Lampo

Pies kilkakrotnie ucieka od swojego nowego właściciela. W czasie pierwszej wycieczki psa wszyscy martwią się, że Lampo już nigdy nie wróci, ale ich przypuszczenia nie sprawdzają się. Pewnego dnia na stację kolejową przybywa dziennikarz, a kilka dni później w gazecie ukazuje się zdjęcie kundelka wraz z opowiadaniami o jego przygodach i "podróżach" pociągiem. Zawiadowca i kolejarze szybko przyzwyczajają się do ucieczek psa. Podczas jednej z nich, gdy Lampo wyrusza do pewnego miasteczka, przytrzaskują go drzwi pociągu. Jeden z pasażerów pociąga więc za hamulec, by zatrzymać pociąg i uwolnić psa. Podczas powstałego zamieszania Lampo wyskakuje z pociągu i ukrywa się w krzakach. Przypadkiem znajduje go jadąca na osiołku starsza kobieta i zabiera ze sobą. Pies zostaje u niej przez całą zimę i sam wraca do domu. Naczelnik stacji każe jednak zawiadowcy pozbyć się psa. Zawiadowca wysyła więc Lampo do swojego wuja na Sycylię, jednak Lampo ucieka.
Pewnego dnia mała Adele bawi się na torach, gdy pies zauważa nadjeżdżający pociąg. Kilka osób rzuca się w jej kierunku, by ją uratować, ale to Lampo dobiega pierwszy i spycha dziewczynkę z torów, sam ginąc.

## Pies Lampo
Mieszaniec Lampo żył naprawdę w latach 50. XX wieku. Samodzielnie podróżował pociągami, przez co stał się najczęściej opisywanym i fotografowanym psem tamtych czasów.
W 1961 zginął potrącony przez pociąg i został pochowany pod akacją rosnącą przy stacji, a rok później postawiono mu pomnik.